# Axioidea
Super-famille
Axioidea est une super-famille de crustacés décapodes, aujourd'hui considérée comme synonyme de Axiidea.

## Liste des familles
Selon World Register of Marine Species (11 janvier 2017) :
- famille Axiidae Huxley, 1879
- famille Callianassidae Dana, 1852
- famille Callianideidae Kossman, 1880
- famille Micheleidae Sakai, 1992
- famille Strahlaxiidae Poore, 1994
- famille Tosacallianassidae Sakai, 2016